# Dimitrios Valvis
Dimitrios Valvis (griechisch: Δημήτριος Βάλβης) (* 1814 in Messolongi; † 1886 in Athen) war ein griechischer Politiker und ehemaliger Ministerpräsident.
Valvis war der jüngere Bruder des ehemaligen Ministerpräsidenten Zinovios Valvis. Er absolvierte ein Studium der Rechtswissenschaften an der Universität zu Pisa. Später war er als Richter tätig. 1872 wurde er zum Präsidenten des Obersten Gerichts (Άρειος Παγος) ernannt. Dieses Amt behielt er bis 1885 inne.
Vom 9. bis zum 21. Mai 1886 war er Ministerpräsident einer Übergangsregierung.